# 莫永成
莫永成（？—），男，汉族，中华人民共和国政治人物，现任中国共产党第二十届中央纪律检查委员会委员。